# Methylenblau-Methode
Die Methylenblau-Methode dient der Bestimmung der Kationen-Austausch-Kapazität (KAK-Wert) von Tonmineralien. Die in großem Umfang industriell eingesetzten Tonmineralien bestehen zum größten Teil aus Aluminium-Smektiten, sowie Beimengungen von Quarzen, Schichtsilikaten, Eisenoxohydroxiden, Karbonaten, Sulfaten und Pyrit. Aufgrund dieser "Verunreinigungen" sind die Tonmineralien zum einen negativ aufgeladen sowie zu einem Kationenaustausch befähigt. 

## Messung
Die folgenden Angaben entstammen einer Empfehlung des Vereins deutscher Giessereifachleute (VDG):
Zur Durchführung der Messung werden 500 Milligramm der Probe in 50 ml destilliertem Wasser suspendiert und 5 ml einer gesättigten Natriumdiphosphatlösung als Entflockungsmittel hinzugegeben. Nach zehmminütigem Kochen und Rühren erfolgt nach Abkühlen die Zugabe von 10 ml 0,5-molarer Schwefelsäure. Die Schwefelsäure soll eventuelle negative Ladungen entlang der Kristalloberfläche neutralisieren.
Nach Zugabe einer 0,02-molaren Methylenblaulösung erfolgt die Adsorption der positiv geladenen Methylenblaukationen an die Oberfläche der Tonkristalle mittels Kationenaustausch. Dabei ist darauf zu achten, dass die Menge an zugegebenem Farbstoff das Adsorptionsvermögen der Probe nicht übersteigt, denn anschließend erfolgt die Zugabe kleinerer Mengen Methylenblau bis "freier" grünlich erscheinender Farbstoff das Erreichen der Titrationsgrenze anzeigt. Die so bestimmte Menge an Methylenblau wird mit Referenzwerten verglichen, so dass Rückschlüsse auf die Beschaffenheit der Tonminerale gezogen werden können.
Die Methode stellt trotz ihrer Ungenauigkeit eines der wichtigsten Verfahren zur Qualitätskontrolle von Tonmineralen dar. Besser vergleichbare und genauere Ergebnisse liefert der simultane Einsatz von Photometrie.